# 李家馴
李家馴（1919年12月30日—），河北豐潤人，中华民国陆军将领。

## 生平
李家馴畢業於中華民國陸軍軍官學校第14期化學兵科、陸軍參謀大學第3期，歷任陸軍澎湖防衛司令部司令官、陸軍第一軍團司令。1977年7月至1980年7月，他担任陸軍金门防卫司令部司令官，后升任陸軍副總司令等職。退役後，李家馴出任中華紙漿董事長。